# Global Trance Best
Albums de Globe
Level 4
(2003) Globe 2 (...)
(2005)
Compilations par Globe
Globe Decade
(2005)
Global Trance Best (titré en minuscules : global trance best) est un album compilation de remixes de titres du groupe Globe, sorti en 2003. 

## Présentation
L'album sort le 3 septembre 2003 au Japon sur le label Avex Globe de la compagnie Avex au format CD, six mois après le précédent album original de Globe, Level 4, alors que le groupe s'est mis en pause (pour deux ans). Il inclut un DVD en supplément.
Il atteint la 15e place du classement des ventes de l'Oricon, et reste classé pendant cinq semaines. C'est alors l'album attribué au groupe à s'être le moins bien vendu.
Il compile en un unique "méga-mix non-stop" des versions remixées dans le genre trance par différents DJs de 17 chansons du groupe, dont treize précédemment sorties en singles dans leur version d'origine (deux d'entre eux en collaboration avec 
le DJ belge Push alias M.I.K.E.). Cinq des remixes de l'album sont inédits ; six étaient déjà parus dans leurs versions intégrales sur le premier album de remix homonyme Global Trance sorti en 2001, et six autres sur le second, Global Trance 2, sorti en 2002. 

## Liste des titres
| CD    | CD                                                                | CD                                              | CD    | CD | CD | CD | CD | CD | CD |
| No    | Titre                                                             | Description                                     | Durée |    |    |    |    |    |    |
| ----- | ----------------------------------------------------------------- | ----------------------------------------------- | ----- | -- | -- | -- | -- | -- | -- |
| 1.    | Seize the Light (Vincent De Moor Seize Mix) (seize the light)     | Remix du 28e single, par Vincent De Moor        | 5:45  |    |    |    |    |    |    |
| 2.    | Love Again (Vincent De Moor Trance Vocal Mix) (Love again)        | Remix du 12e single, par Vincent De Moor        | 6:48  |    |    |    |    |    |    |
| 3.    | Wanna Be a Dreammaker (Vapor Mix) (wanna Be A Dreammaker)         | Remix du 13e single, par Tetsuya Komuro (TK)    | 4:40  |    |    |    |    |    |    |
| 4.    | Illusion (TK Remix) (illusion)                                    | Remix d'un titre de Relation, par TK            | 8:18  |    |    |    |    |    |    |
| 5.    | Can't Stop Fallin' in Love (Max Graham Remix)                     | Remix du 7e single, par Max Graham              | 2:19  |    |    |    |    |    |    |
| 6.    | Outernet (DJ Serge, DJ Dado & Dan2 Remix) (outernet)              | Remix d'un titre de Outernet (voir crédits)     | 4:30  |    |    |    |    |    |    |
| 7.    | Overdose (DJ Serge, DJ Dado & Dan2 Remix) (overdose)              | Remix d'un titre de Faces Places (voir crédits) | 2:30  |    |    |    |    |    |    |
| 8.    | Compass (Warrior Vocal Club Mix) (compass)                        | Remix d'un titre de Level 4, par Warrior        | 5:47  |    |    |    |    |    |    |
| 9.    | Tranceformation (Push Transcendental Vocal Mix) (TRANCEFORMATION) | Remix d'un single de "Push vs Globe", par Push  | 3:18  |    |    |    |    |    |    |
| 10.   | Sweet Pain (Push Remix) (SWEET PAIN)                              | Remix du 3e single, par Push                    | 5:27  |    |    |    |    |    |    |
| 11.   | Many Classic Moments (Vincent De Moor's Budou Vox Mix)            | Remix du 26e single, par Vincent De Moor        | 4:39  |    |    |    |    |    |    |
| 12.   | Dreams From Above (TK Mix) (dreams from above)                    | Remix du single de "Globe vs Push" (Push, TK)   | 3:53  |    |    |    |    |    |    |
| 13.   | Faces Places (Typhoon Mix) (FACES PLACES)                         | Remix du 9e single (voir crédits)               | 2:18  |    |    |    |    |    |    |
| 14.   | Feel Like Dance (Club Lucida Mix) (Feel Like dance)               | Remix du 1er single, par Tetsuya Komuro         | 2:01  |    |    |    |    |    |    |
| 15.   | Freedom (Tatsumaki Remix) (FREEDOM)                               | Remix du 5e single, par Tatsumaki               | 3:11  |    |    |    |    |    |    |
| 16.   | Departures (Dub's Arrival Remix) (DEPARTURES)                     | Remix du 4e single, par Izumi Miyazaki          | 2:59  |    |    |    |    |    |    |
| 17.   | Get It on Now Feat. Keiko (TK Remix) (get it on now feat. KEIKO)  | Remix du 29e single, par Tetsuya Komuro         | 4:29  |    |    |    |    |    |    |
| 72:52 |                                                                   |                                                 |       |    |    |    |    |    |    |

Crédits : Les titres sont composés par Tetsuya Komuro (n°9 et 12 avec M.I.K.E.), sauf n°1 par Yoshiki ; ils sont écrits par Komuro, sauf n°4, 6 et 8 écrits par Keiko, et sont coécrits par Yoshiki (n°1), Marc (n°2, 3, 5, 6, 8, 11 à 17), ou M.I.K.E. (n°12) ; les n°6, 7 et 13 sont remixés par Frederic Holyszewski, Serge Souque et Daniel Tody. Les titres n°1, 4, 8, 9 et 17 sont des remixes inédits ; les n°2, 5, 6, 7, 15 et 16 sont issus de Global Trance, et les n°3, 10, 11, 12, 13 et 14 sont issus de Global Trance 2.
| 1. | Tetsuya Komuro Special Interview (TETSUYA KOMURO SPECIAL INTERVIEW) | Interview                                |  |
| 2. | Dreams From Above (dreams from above)                               | Clip vidéo du single de "Globe vs Push"  |  |
| 3. | Many Classic Moments (TK Remix)                                     | Clip vidéo de Many Classic Moments Remix |  |
| 4. | Global Trance (TVCM) (global trance)                                | Clip publicitaire de Global Trance       |  |
| 5. | Global Trance 2 (TVCM) (global trance2)                             | Clip publicitaire de Global Trance 2     |  |